# Se...ra Jety
Se...ra Jety es parte del nombre de un faraón de la dinastía X del Antiguo Egipto, c. 2034-2026 a. C., durante la época denominada por los historiadores primer periodo intermedio de Egipto.
Este monarca gobierna desde Heracleópolis Magna, pero solo controlaba parte del país y debió enfrentarse a los mandatarios de la rival dinastía XI con sede en Tebas, en el Alto Egipto. 
Su nombre no figura en la Lista Real de Abidos ni en la Lista Real de Saqqara. Tampoco lo mencionan Sexto Julio Africano ni Eusebio de Cesarea. Un pequeño fragmento con el inicio de su titulatura, Nesut Bity, inscrito en el Canon Real de Turín, registro 5.x, es lo único que perduró de él.

## Titulatura
| Titulatura | Jeroglífico | Transliteración (transcripción) - traducción - (referencias) |

| N5 | S29 | HASH | F32 · X1 | i | i |

| N5 | S29 | HASH | F32 · X1 | i | i |

| N5 | S29 | HASH | F32 · X1 | i | i |

| N5 | S29 | HASH | F32 · X1 | i | i |

| N5 | S29 | HASH | F32 · X1 | i | i |

| N5 | S29 | HASH | F32 · X1 | i | i |

| N5 | S29 | HASH | F32 · X1 | i | i |

| N5 | S29 | HASH | F32 · X1 | i | i |

| N5 | S29 | HASH | F32 · X1 | i | i |

| N5 | S29 | HASH | F32 · X1 | i | i |

| N5 | S29 | HASH | F32 · X1 | i | i |

| N5 | S29 | HASH | F32 · X1 | i | i |

| N5 | S29 | HASH | F32 · X1 | i | i |

| N5 | S29 | HASH | F32 · X1 | i | i |

| N5 | S29 | HASH | F32 · X1 | i | i |

| N5 | S29 | HASH | F32 · X1 | i | i |